# Giuseppe Castiglione (polityk)
Giuseppe Castiglione (ur. 5 października 1963 w Bronte) – włoski polityk i prawnik, w latach 2004–2008 poseł do Parlamentu Europejskiego, od 2008 do 2012 prezydent prowincji Katania.

## Życiorys
Ukończył studia prawnicze na Università degli Studi di Catania. Pracował zawodowo jako księgowy i dziennikarz. W drugiej połowie lat 80. był członkiem władz dzielnicowych, zasiadał też w radzie miasta Bronte. Uzyskiwał mandat deputowanego do Sycylijskiego Zgromadzenia Regionalnego. W latach 1996–1999 był członkiem egzekutywy regionu ds. przemysłu, a w latach 2001–2004 asesorem ds. rolnictwa i zastępcą prezydenta Sycylii. Wchodził w skład władz krajowych organizacji samorządowych.
Został skazany w pierwszej instancji na karę 10 miesięcy pozbawienia wolności za wpływanie na przetargi, uniewinniono go natomiast od zarzutów współpracy z mafią.
W wyborach w 2004 z listy Forza Italia został wybrany w skład Parlamentu Europejskiego. Zasiadał we frakcji Europejskiej Partii Ludowej – Europejskich Demokratów, a także m.in. w Komisji Rolnictwa i Rozwoju Wsi oraz Komisji Wolności Obywatelskich, Sprawiedliwości i Spraw Wewnętrznych.
W 2008 przystąpił wraz z FI do nowo utworzonego Ludu Wolności. W tym samym roku odszedł z PE w związku z wyborem na urząd prezydenta Katanii. Zrezygnował z tej funkcji w 2012. W 2013 wybrany do Izby Deputowanych XVII kadencji, w której zasiadał do 2018. Również w 2013 objął urząd podsekretarza stanu w resorcie rolnictwa (sprawował go do czerwca 2018), przystąpił też do partii Nowa Centroprawica, a w 2017 został działaczem powstałej na jej bazie formacji Alternativa Popolare. Później związany z reaktywowaną partią FI. W 2022 przystąpił do stronnictwa Azione, w tym samym roku powrócił do niższej izby włoskiego parlamentu.